# انفصال عاطفي
الانفصال العاطفي (بالإنجليزية: Emotional detachment)‏ في علم النفس، يمكن أن يعني أمرين مختلفين. الانفصال العاطفي يمكن أن يكون سلوك إيجابي يسمح للشخص التصرف بهدوء في الظروف العاطفية الزائدة. ويكون الانفصال العاطفي في هذا المعنى قرار لتجنب الانخراط في الروابط العاطفية، بدلا من عدم القدرة أو صعوبة القيام بذلك عادة لأسباب شخصية أو اجتماعية، أو لأسباب أخرى. وبهذا المعنى يمكن أن يسمح للأشخاص بالحفاظ على الحدود، والنزاهة النفسية وتجنب التأثير غير المرغوب فيه من قبل أو على الآخرين بتأثير المطالب العاطفية. وعلى هذا النحو فهو موقف عقلي متعمد بتجنب الانخراط في مشاعر الآخرين.
لا يعني الانفصال العاطفي بالضرورة تجنب التعاطف. ولكنه بدلا من ذلك يسمح للشخص بالمساحة العقلانية اللازمة لاختيار ما إذا كان سيتأثر أو يتم التلاعب له من قبل هذه المشاعر. وقد تشمل الأمثلة التي يستخدم فيها هذا المصطلح بمعنى إيجابي إدارة الحدود العاطفية، حيث يتجنب الشخص المستويات العاطفية من المشاركة المرتبطة بالأشخاص الذين يطالبون بالمشاعر بطريقة مفرطة، كما يمكن اعتماد الانفصال العاطفي لمساعدة بعض الأشخاص في بعض الحالات مثل حالة الشخص الذي يدرب نفسه علي تجاهل «مرافعة» طلبات الغذاء من اتباع نظام غذائي الزوج، أو اللامبالاة من قبل الآباء نحو توسل الأطفال.
ويمكن أيضا أن يستخدم الانفصال العاطفي لوصف ما يعتبر في كثير من الأحيان «تخدر العاطفي» أو «البرود العاطفي»، أي المفارقة، وتبدد الشخصية في شكله المزمن. هذا النوع من الخدر العاطفي هو انقطاع أو انفصال عن العاطفة، وغالبا ما يستخدم كمهارة للتكيف/البقاء على قيد الحياة خلال أحداث الطفولة الصادمة مثل سوء المعاملة أو الإهمال الشديد. ومع مرور الوقت ومع الكثير من الاستخدام، يمكن أن يصبح طبيعة ثانية عند التعامل مع الضغوطات يوما بعد يوم.
الانفصال العاطفي غالبا ما ينشأ عن الصدمة النفسية وهو عنصر مكون في العديد من اضطرابات التوتر والقلق. حيث يكون الشخص، رغم وجوده الجسدي، موجود بعقله ومشاعره في مكان آخر، بمعنى أنه «ليس موجود بشكل كامل جسديا ووجدانيا»، مما يجعله في بعض الأحيان يبدو كما لو كان مشغول.
وبالتالي، فإن هذا الانفصال ليس واضح في كثير من الأحيان كما في الأعراض النفسية الأخرى. وغالبا ما يكون لدى الأشخاص الذين يعانون من هذه المشكلة أنظمة عاطفية متراكبة. قد يكون لديهم صعوبة في كونه أحد أفراد الأسرة المحبة. وقد يتجنبون الأنشطة والأماكن والأشخاص المرتبطة بأية أحداث صادمة تعرضوا لها. التفارق يمكن أن يؤدي أيضا إلى عدم الاهتمام، وبالتالي، لمشاكل في الذاكرة وفي الحالات القصوى، فقدان الذاكرة.
أعطت فرجينيا وولف في «السيدة دالواي» وصفا خياليا لتجربة الانفصال العاطفي المصاحب للتفارق التفكك وتبدد الشخصية. في تلك الرواية معاناة متعددة الأوجه من قدامى المحاربين، سبتموس وارن سميث، مع اضطراب ما بعد الصدمة (كما تم تسمية هذه الحالة في وقت لاحق). وقد وصف أحد الأطباء بعض المقاطع بأنها ذات تصوير «كلاسيكي» للأعراض.
قد يكون هناك أكثر من سبب للانفصال العاطفي.
ومن المعروف أن مثبطات استرداد السيروتونين الانتقائية مضادات الاكتئاب، بعد أخذها لفترة من الوقت أو واحد تلو الآخر، يمكن أن يسبب «البرود العاطفي». وفي هذه الحالة، غالبا ما يكون الشخص المعني غير قادر على البكاء، حتى لو كان يريد ذلك.
في حالات أخرى، قد يبدو الشخص حاضرا تماما ولكنه يعمل فقط علي المستوي الفكري عندما يكون الاتصال العاطفي مناسب. وهذا قد يمثل صعوبة بالغة في إعطاء أو تلقي التقمص الوجداني ويمكن أن تكون ذات صلة بطيف اضطراب الشخصية النرجسية.
كما يسمح الانفصال العاطفي بأعمال شديدة القسوة، مثل التعذيب وإساءة المعاملة، مدعومة بقرار عدم التعاطف مع الشخص المعني. الرفض الاجتماعي، مثل الهرب والنفور من الآباء، هي أمثلة أخرى حيث قرارات لإغلاق شخص يخلق صدمة نفسية للجزء المنبوذ.
وبالنظر إلى هذه التعاريف المختلفة، فإن قرار ما إذا كان الانفصال العاطفي في أي مجموعة معينة من الظروف يعتبر موقفا عقليا إيجابيا أو سلبيا هو قرار شخصي، وبالتالي قرارا قد لا يوافق عليه أشخاص مختلفون.